# Live at the BBC (album, Status Quo)
Live at the BBC je, zatím poslední, koncertní album britské rockové skupiny Status Quo. Album bylo vydané v roce 2010 a nahrané v září roku 2005.

## Seznam skladeb

### Disk 1
| Pořadí         | Název                      | Délka |
| -------------- | -------------------------- | ----- |
| 1.             | Gloria                     | 2:42  |
| 2.             | I (Who Have Nothing)       | 3:03  |
| 3.             | Almost But Not Quite There | 2:38  |
| 4.             | Judy in Disguise           | 2:45  |
| 5.             | Pictures of Matchstick Men | 3:06  |
| 6.             | Black Veils of Melancholy  | 3:14  |
| 7.             | Ice in the Sun             | 2:14  |
| 8.             | The Price of Love          | 3:29  |
| 9.             | Down the Dustpipe          | 1:55  |
| 10.            | In My Chair                | 2:47  |
| 11.            | Mean Girl                  | 3:11  |
| 12.            | Paper Plane                | 2:58  |
| 13.            | From a Jack to a King      | 1:00  |
| 14.            | Railroad                   | 1:57  |
| 15.            | Caroline                   | 4:50  |
| 16.            | Whatever You Want          | 4:55  |
| 17.            | Rockin' All Over the World | 3:59  |
| Celková délka: | Celková délka:             | 50:43 |

### Disk 2
| Pořadí         | Název                      | Délka |
| -------------- | -------------------------- | ----- |
| 1.             | Junior's Wailing           | 3:37  |
| 2.             | In My Chair                | 3:14  |
| 3.             | Don't Waste My Time        | 4:34  |
| 4.             | Paper Plane                | 3:36  |
| 5.             | Bye Bye Johnny             | 5:11  |
| 6.             | Whatever You Want          | 4:55  |
| 7.             | Roll Over Lay Down         | 5:17  |
| 8.             | Who Gets the Love          | 4:26  |
| 9.             | Don't Drive My Car         | 4:09  |
| 10.            | In the Army Now            | 4:15  |
| 11.            | Burning Bridges            | 3:54  |
| 12.            | Caroline                   | 4:03  |
| 13.            | The Wanderer               | 3:08  |
| 14.            | Don't Waste My Time        | 3:51  |
| 15.            | Rockin' All Over the World | 3:47  |
| Celková délka: | Celková délka:             | 61:57 |